# Ontzet van Lochem
Het ontzet van Lochem was het ontzet van de Nederlandse stad Lochem door het Staatse leger van graaf Filips van Hohenlohe-Neuenstein en Willem Lodewijk van Nassau-Dillenburg op 24 september 1582. Dit betekende het einde van de belegering van deze stad door de Spaanse veldheer Francisco Verdugo en Jacob van Bronckhorst-Batenburg die in Spaanse dienst was.

## Aanloop
De stad Lochem werd al geruime tijd (sinds 22 juli) belegerd onder erbarmelijke omstandigheden, zodanig dat men binnen de stadsmuren al begonnen was de paarden op te eten. De Staatsen stuurden enkele Westfriese vendels op plundertocht naar de noordelijke provincies in de hoop zo Verdugo bij Lochem weg te krijgen, waarbij zij het platteland bepaald niet spaarden. Filips van Hohenlohe was met vier zware stukken geschut op weg naar Lochem met een leger van 2500 voetsoldaten en 1500 ruiters. Zij waren op 21 september 1582 vanuit Deventer vertrokken en verenigden zich op de heide tussen Zutphen en het Kasteel Dorth met het leger van Willem Lodewijk van Nassau-Dillenburg, zodat de omvang van het leger groeide naar 5000 soldaten en 2500 ruiters en was voorzien van grote hoeveelheden voedsel om de hongerige bevolking van Lochem te voorzien.

## Ontzet
Op kasteel De Wildenborch was de Spaanse bezetting gevlucht toen zij het leger zag naderen. Hohenlohe bezette het kasteel en wierp onmiddellijk een schans op zodat hij toegang tot de stad kreeg. Hij liet een brug bouwen over de stadsgracht, voorzag de belegerden onmiddellijk van voedsel en liet intussen meer schansen bouwen. In de nacht evacueerde Hohenlohe de burgers van Lochem en liet soldaten hun plaats innemen, met wie hij 's morgens een aanval waagde op de belegeraars. Verdugo trok zich echter terug op de Lochemse Berg, om van daar -op zijn beurt- plunderend een spoor van vernielingen achter te laten en naar Groenlo te trekken. Jacob van Bronckhorst-Batenburg raakte gewond en werd naar Kasteel Bredevoort gebracht waar hij stierf. In de avond was Lochem geheel ontzet en van levensmiddelen voorzien.

## Nasleep
Het succesvolle ontzet bood tevens ruimte om de kastelen Keppel en Bronkhorst in te nemen.